# 科爾特烏鄉
47°36′N 23°31′E / 47.600°N 23.517°E
科爾特烏鄉（羅馬尼亞語：Comuna Coltău, Maramureș），是羅馬尼亞的鄉份，位於該國西北部，由馬拉穆列什縣負責管轄，面積13平方公里，海拔高度161米，2007年人口2,176，人口密度每平方公里168人。